# DiscJuggler
DiscJuggler es un software de grabación de CD/DVD, capaz de duplicar varios CD a la vez con su capacidad simultánea de múltiples grabadoras de CD y reproducir prácticamente cualquier estándar existente de CD. Es ampliamente utilizado para la grabación de imágenes de disco de DreamCast, conocido por tener una extensión de archivo .cdi.